# Chittaway Point
Chittaway Point är en del av en befolkad plats i Australien. Den ligger i kommunen Wyong Shire och delstaten New South Wales, i den sydöstra delen av landet, omkring 63 kilometer norr om delstatshuvudstaden Sydney.
Närmaste större samhälle är Berkeley Vale, nära Chittaway Point. 
I omgivningarna runt Chittaway Point växer i huvudsak städsegrön lövskog. Genomsnittlig årsnederbörd är 1 286 millimeter. Den regnigaste månaden är februari, med i genomsnitt 201 mm nederbörd, och den torraste är juli, med 36 mm nederbörd.